# Isturgia pedemontaria
Isturgia pedemontaria là một loài bướm đêm trong họ Geometridae.